# Coleophora coenosipennella
Coleophora coenosipennella é uma espécie de mariposa do gênero Coleophora pertencente à família Coleophoridae.